# Carr
Carr je priimek več oseb:
- Benjamin Carr (1768—1831), angleško-ameriški skladatelj in pevec
- Caleb Carr (1955—2024), ameriški pisatelj in scenarist
- Cathy Carr (1936—1988), ameriška pop pevka
- Edward Hallett Carr (1892—1982), angleški zgodovinar in politični analitik
- Edwin Carr (1926—2003), novozelandski skladatelj, dirigent in pianist
- Emma Perry Carr (1880—1972), ameriška kemičarka
- Emily Carr (1871—1945), kanadska pisateljica in slikarka
- Gerald Paul Carr (1932—2020), ameriški astronavt
- Henry Carr (*1942), ameriški atlet, tekač na kratke proge
- James Carr (1942—2001), ameriški saksofonist in pevec
- Jimmy Carr (*1972), britanski komik
- John Dickson Carr (1906—1977), ameriški pisatelj kriminalk
- Laurence Carr (1886—1954), britanski general
- Laurie Carr (*1965), ameriška igralka in fotomodel
- Leroy Carr (1905—1935), ameriški blues glasbenik
- Marina Carr (*1964), irska pisateljica
- William Greenwood Carr (1901—1982), britanski general